# Parler lyonnais

Aire de répartition du parler lyonnais.

Le parler lyonnais actuel est une variante régionale du français qui a fortement été influencée par le francoprovençal (ou arpitan) dont la langue lyonnaise est un dialecte, et qui était autrefois parlée dans la ville de Lyon.

## Phonologie
L'accent lyonnais traditionnel, mais encore actuel, se remarque sur la prononciation des voyelles /o/~/ɔ/ « o » et /ø/~/œ/ « eu » de façon très fermée : ainsi, jeune (/ʒœn/ en français standard) se prononce pratiquement comme /ʒøn/ jeûne.
La différence /o/~/ɔ/ doit être clairement marquée, comme dans « gone du Rhône » ou dans « pomme » par rapport à « paume ». Également, le e caduc est très souvent omis.
Les phrases sont prononcées en trainant légèrement sur les finales. Diction traditionnelle que l'on peut entendre dans les spectacles de marionnettes pour les voix de Gnafron et de Guignol.
Dans les noms propres (personnes, lieux), les consonnes finales ne sont généralement pas prononcées :
- Limonest : Limonè
- Chaponost : Chhponô
- Brindas : Brindâ
- Saint-Fons : Saint-Fon
- Saint-Just : Saint-Ju
- Bibost : Bibô

Et certaines voyelles sont éludées:
- Vaulx-en-Velin : Vo-en-V'lin
- Villefranche : Vill'franche

## Morphologie et syntaxe
- y  équivaut à un pronom impersonnel inanimé : « j'y sais, j'vais y fair' ! » pour « Je [le] sais, je vais le faire ! ». Distinction entre : « Je vais y voir. ». en parlant d'un objet ou d'un indéfini, (« Je vais voir ça ») et « Je vais le voir. » en parlant d'une personne de sexe masculin (= « Je vais voir cet homme. »).

- Noter un emploi fréquent du passé surcomposé : « Il me l'a eu dit. », « Je l'ai eu su. »

- L'impératif négatif dans le langage courant.

En français, le pronom se met avant le verbe à l'impératif négatif. Dans le parler lyonnais, le pronom reste après le verbe (comme dans l'impératif positif), exemple : « Ne me donne pas ça. » ou plus couramment « Me donne pas ça. », devient à Lyon « Donne-moi pas ça » ou en version purement lyonnaise : « M'y donne pas » ou « Donnes-y-moi pas ». Cette particularité grammaticale est très répandue dans la région de Lyon et dans toute la zone linguistique historique du franco-provençal, jusqu'en Auvergne, indépendamment de l'âge ou de la classe sociale du locuteur. Le français québécois possède aussi ce trait caractéristique de laisser le pronom après le verbe à l'impératif négatif.
- quand

La préposition « quand » est utilisée pour signifier « en même temps que ». Exemple : « En me dépêchant, j'arriverai quand vous. »

## Quelques expressions courantes

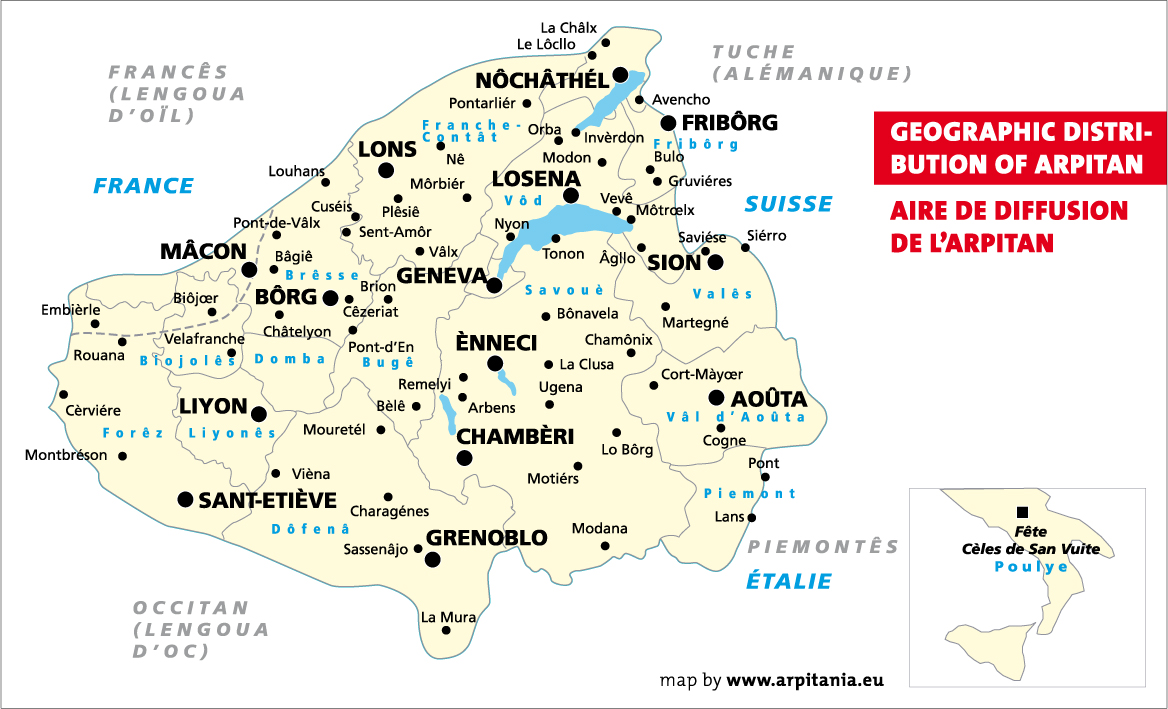
Le francoprovençal est la principale source d'influence du parler lyonnais. En voie de disparition, il est encore parlé dans trois pays.

On retrouve ces expressions à Lyon et dans le Lyonnais, mais aussi en pré-Dauphiné, en Bresse, dans le Bugey, dans la Savoie, à Saint-Étienne, à Saint-Chamond, dans le Haut-Jura et le Jura sud, et dans une partie de la Suisse romande.
Voici une liste de quelques mots et expressions :
| Mot ou expression | Sens |
| --- | --- |
| à quelque part | Quelque part. « Il doit bien être quelque part » = « Il doit bien être à quelque part. » |
| une allée | une entrée d'immeuble |
| les auto-tamponnantes | les auto-tamponneuses (à la vogue) |
| agottiaux | brasse |
| les âniers | les éboueurs |
| aboucher (verbe) | mettre à l'envers la bouche en bas. → à bouchon (adj.) « Cette grande ébravagée mettait son petit gone à bouchon dans le bardanier. » |
| baigner dans la benne | ne pas être très clair, être fou |
| une bambane | un traîne savate / un paresseux / un homme lent, indolent |
| un baraban | un pissenlit. Une salade de baraban |
| bardanier (n. m.) (bardane = punaise)                                                                                    | un lit |
| bichette (n. f. mais utilisé sans distinction faite en fonction du genre de la personne "visée" par cette interjection.) | Expression utilisée pour marquer la compassion, la pitié, parfois la commisération [...]. Équivalent au peuchère provençal. |
| un bistanclaque ou bistanclaque-pan                                                                                      | un métier à tisser (mot provenant d'une onomatopée) |
| un bocon | mauvaise odeur, poison. Par extension, maladie (rhume), virus. « Il m'a refilé le bocon. » |
| un bouchon [lyonnais] | un petit restaurant de spécialités lyonnaises, ou le nom du repas qu'on y prend (le soir, par opposition au mâchon du matin) |
| être dans les brouillards du Rhône                                                                                       | ne pas encore être né |
| hypothéqué sur les brouillards du Rhône                                                                                  | ne pas avoir de valeur, ne pas être certain (en parlant d'une information) |
| une bugne | beignet confectionné pour Mardi gras et découpé dans la pâte avec une roulette ou éperon/ un idiot / un coup de poing / vieux chapeau (si un bugne) |
| bugner, embugner, poquer                                                                                                 | heurter, cabosser, frapper |
| à cacaboson / cacasson /à crapotons                                                                                      | accroupi |
| un caillon ou cayon | un cochon |
| canant(e) | agréable (adjectif). Peut désigner une femme charmante. |
| un canut, une canuse | un tisseur de soie lyonnais et sa femme |
| une carotte rouge | une betterave. Les carottes, à Lyon, sont parfois nommées les racines (jaunes). |
| un caton | un grumeau, une saleté (moins courant) |
| à cha un, à cha peu | un par un / petit à petit - il a mis de côté ses argents à cha peu |
| colère (être) | être en colère (« Je suis vraiment colère maintenant ! ») |
| coquelle | Marmite |
| coquetier | Crémier |
| La corgnole, le corgnolon                                                                                                | Le gosier - Se ramoner le corgnolon |
| cornet | Tuyau |
| un cuchon | un tas |
| dégraissage | nettoyeur (magasin) - « Porter des habits au dégraissage. » |
| dérambouler | glisser sur une rampe pour descendre des escaliers. Particulièrement utilisé pour les gones dans les pentes de la Croix-Rousse |
| débarouler | dégringoler, faire une chute, par exemple dans un escalier : Elle a fait une galavanchée, et elle a débaroulé les escayers d'la Grand'Côte |
| doucette | mâche |
| une échiffre | une écharde |
| emboconner | répandre une mauvaise odeur |
| les équevilles | les ordures ménagères, les restes (d'un repas…) |
| une flûte | Désigne le pain de 400g (environ le double d'une baguette). |
| s'en voir | avoir du mal à faire quelque chose. Il s'en est vu |
| une fenotte | une femme |
| la ficelle | funiculaire lyonnais, reliant la ville aux collines environnantes (Fourvière et Croix-Rousse). Il y eut cinq lignes de funiculaire à Lyon, il n'en reste que deux aujourd'hui, montant à Fourvière et à Saint-Just, tous depuis la station Saint-Jean. Le métro montant à la Croix-Rousse, quant à lui, emprunte sur une portion le tunnel de l'ancienne ficelle, mais utilise désormais une crémaillère sur cette pente. La ficelle désigne également le pain très fin de 125g. |
| frouiller | tricher. Un frouilleur à la belote, un frouillon. |
| une gâche | une place - Son travail, c'est une bonne gâche, se dit aussi pour une place de parking / stationnement. |
| un gadin | une pierre, un caillou, une chute |
| un ganais | un idiot |
| un gandousier | un vidangeur |
| gnaquer / avoir la gnaque                                                                                                | mordre violemment (souvent en parlant d'un chien) / en vouloir (« y » arriver) |
| gnolu | bête et méchant (rendu fou par la gnôle) |
| un gone | un enfant |
| un gognand ou gognant | un garçon un peu niais |
| gognandise | bêtise |
| une guenille | un vêtement, souvent sale, mal porté ou déchiré. Un cache-guenilles désigne un vêtement enfilé par-dessus. Par extension, l'expression désigne également une personne qui traine les bars et autres endroits marginalisés. |
| grignet (grignette) | se dit d'un enfant élancé, voire dégingandé |
| (se) lantibardaner | se balader, flâner : lantibardane ou lantibardane pas, t'arriveras toujours quand toi au cimetière |
| loquetière | passe-partout |
| un mâchon | copieux repas traditionnel du matin (entre 10h et midi, ce qui correspondrait au brunch américain), encore servi le week-end dans certains bouchons. |
| un miron | un chat |
| une panosse, panosser | une serpillère, passer la serpillère |
| la panure | la chapelure |
| une patte | un chiffon, un morceau de linge. Souvent dans l'expression coup de patte : passer un coup de patte sur la table, se donner un coup de patte (faire une toilette rapide). |
| petafiné | abîmé, détérioré, gâché ... (voir Pétafine) |
| pot | C'est une bouteille ou l'on met du vin, de 46cl avec un fond épais de 3 ou 4 cm pour que ça tienne bien debout et que les gens saouls ne les renversent pas en bougeant les tables dans les bouchons. Par analogie, il peut également désigner également les contenants carafes ou récipients de 50cl dans les restaurants ou bars. |
| plan | (adverbe) lentement. Va plan, gone ! ; Aller plan plan ; Qui va plan va loin (proverbe). |
| se faire péter la miaille                                                                                                | s'embrasser, se faire la bise |
| Pieds humides | petits débits de boissons en plein air, installées sur les marchés, les places, au parc de la Tête d’Or et aux arrêts de bus. |
| pignocher | Faire une chose avec lenteur et minutie. Au figuré, manger lentement, sans appétit, voire avec dégoût. Souvent reproché aux enfants : Mange ton plat et arrête de pignocher !. |
| pique-feu | Tisonnier |
| poutrône | poupée - femme de mauvaise réputation : Regarde-moi celle-ci, c'est ben une vraie poutrône ! |
| prendre du souci | s'inquiéter de quelque chose ; « on va y aller » = « on va prendre du souci » (pour prendre congé, dire qu'on s'en va). « Il va falloir penser à y aller » = « Va falloir prendre du souci ». |
| quand vous, quand eux, quand nous, quand toi, quand moi                                                                  | La conjonction « quand » est utilisée pour signifier « en même temps que ». En me dépêchant, j'arriverai quand vous. Je prendrai mon temps et j'arriverai quand moi. |
| être (tout) trempe | être trempé |
| une traboule | passage typiquement lyonnais à travers des cours d'immeuble qui permet de se rendre d'une rue à une autre rue parallèle. Je prends la traboule des Voraces. Le verbe trabouler est également utilisé pour désigner un déplacement. Vient du latin transambulare qui signifie littéralement « se déplacer à travers ». Les traboules sont signalées par une lanterne au-dessus de la porte.                                                                                       |
| une/la vogue | une fête foraine (notamment la célèbre vogue des marrons chaque automne sur le boulevard de la Croix-Rousse). |
| (faut) y (faire) (ou avec tous autres verbes), Y vont y faire (Ils vont le faire)                                        | le « y » remplace un pronom « le » impersonnel. Peut également remplacer « il » ou « ils ». |
| C'est quelle heure ? | Quelle heure est-il ? |